# Blinka
Vesnice Blinka je jednou ze čtyř místních částí obce Plaňany v okrese Kolín. Vesnice leží asi šest kilometrů západně od okresního města Kolín. Blinka je také název katastrálního území o rozloze 1,91 km².

## Historie
První písemná zmínka o vesnici pochází z roku 1340.

## Pamětihodnosti
V centru vesnice stojí pseudorománská kaple Panny Marie z roku 1890. Na oltáři stávala socha Panny Marie.

## Fotogalerie

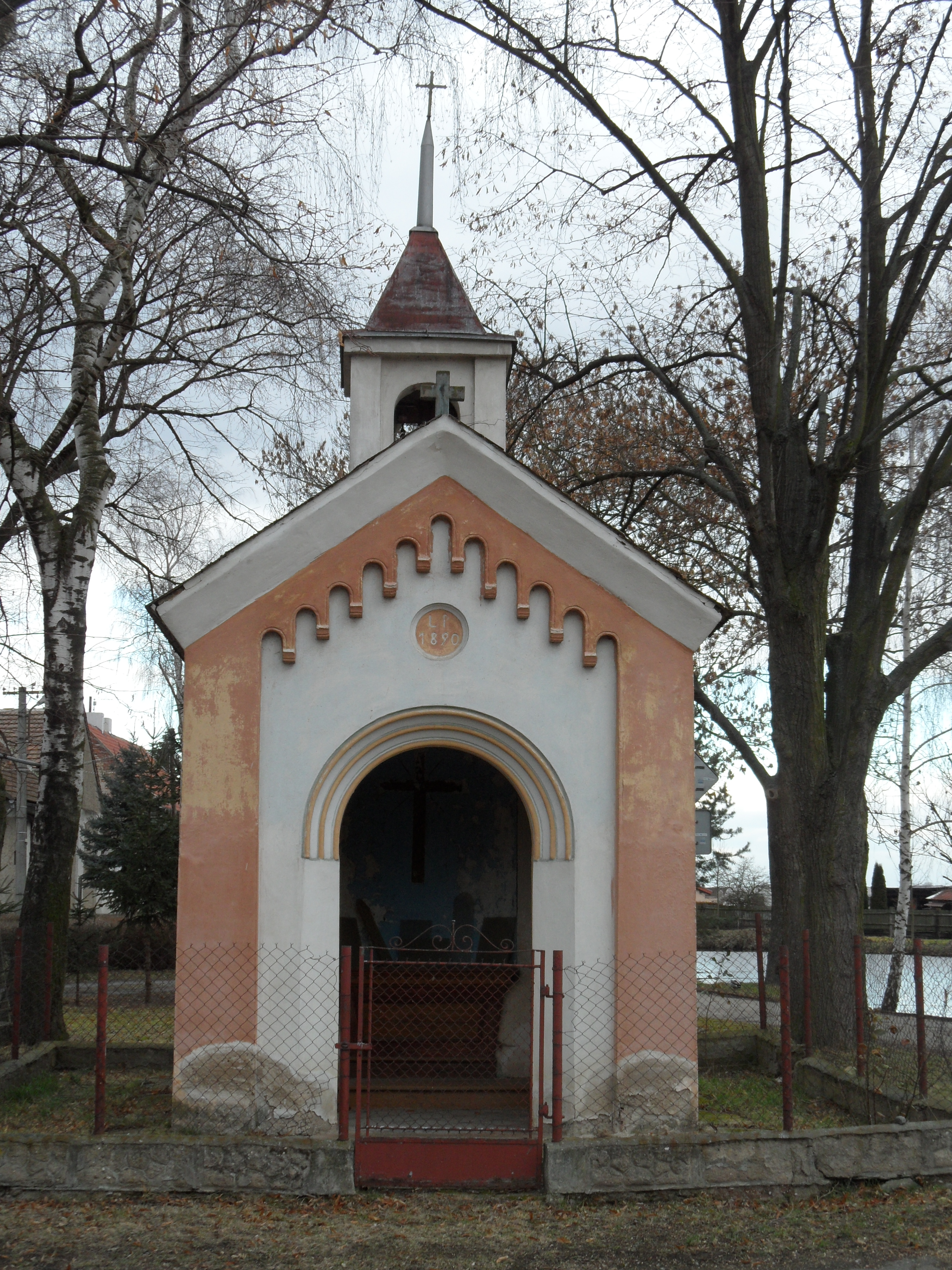
Kaple Panny Marie
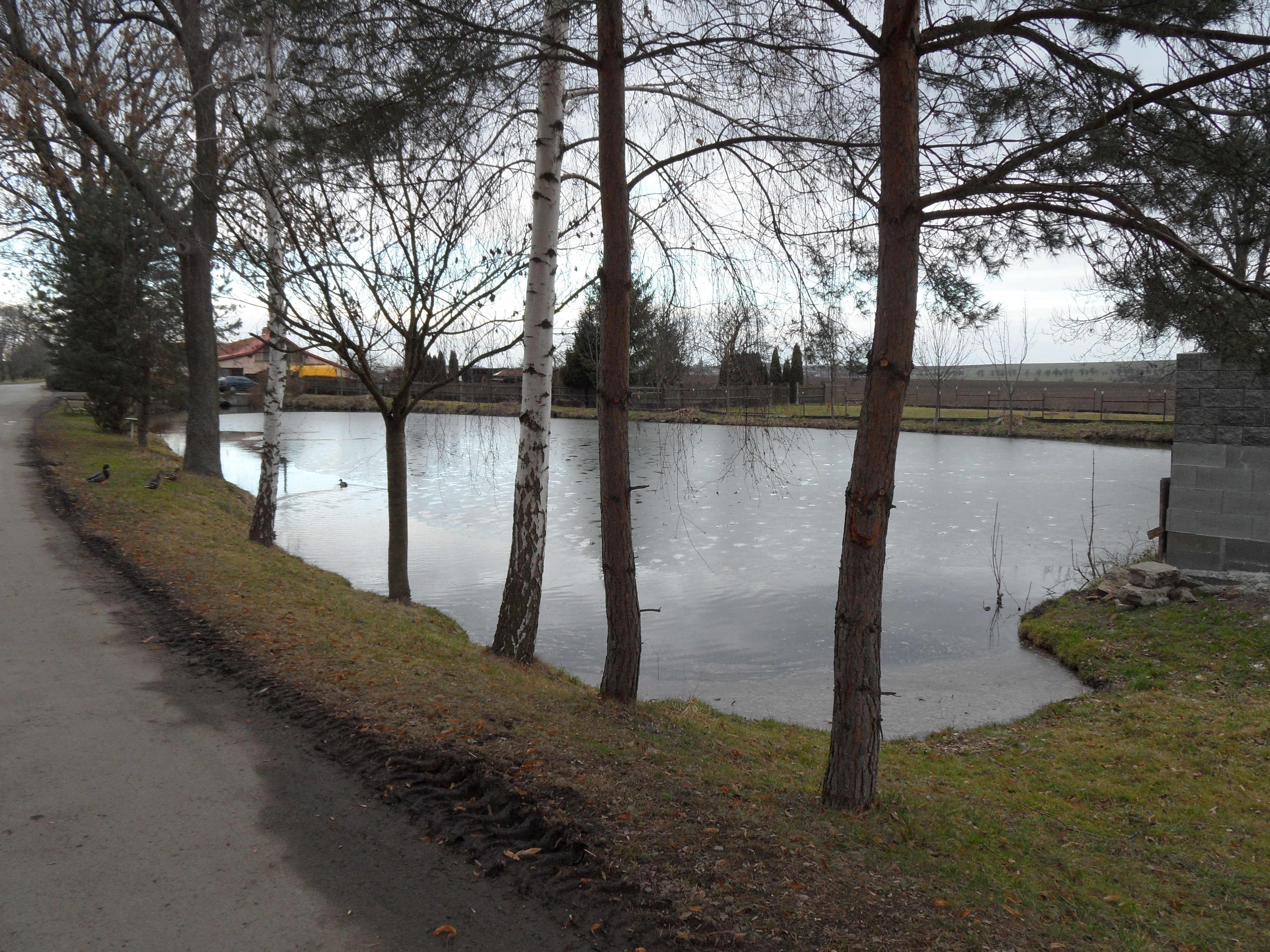
Bezejmenný rybníček v obci
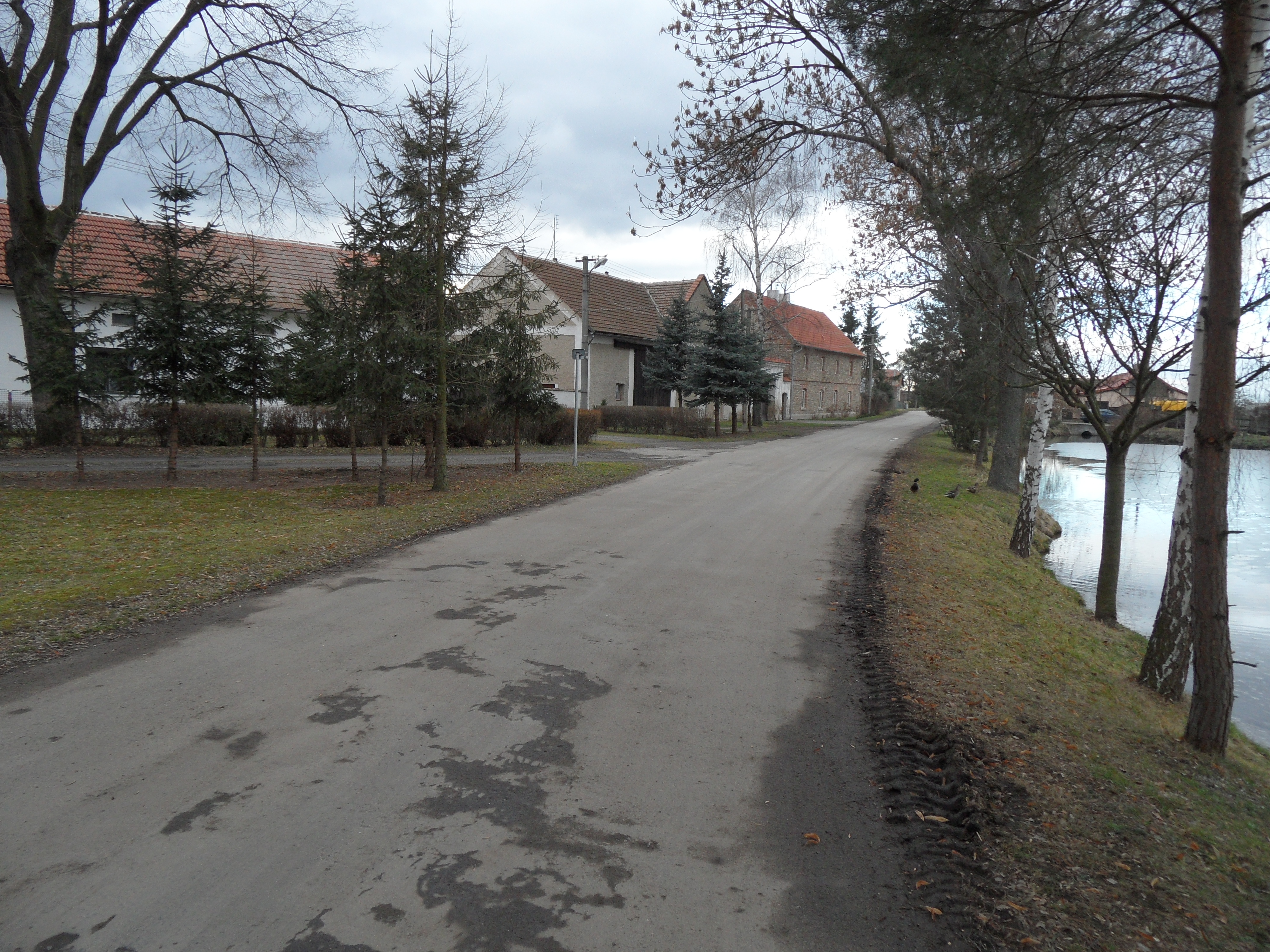
Domy podél silnice u rybníčku
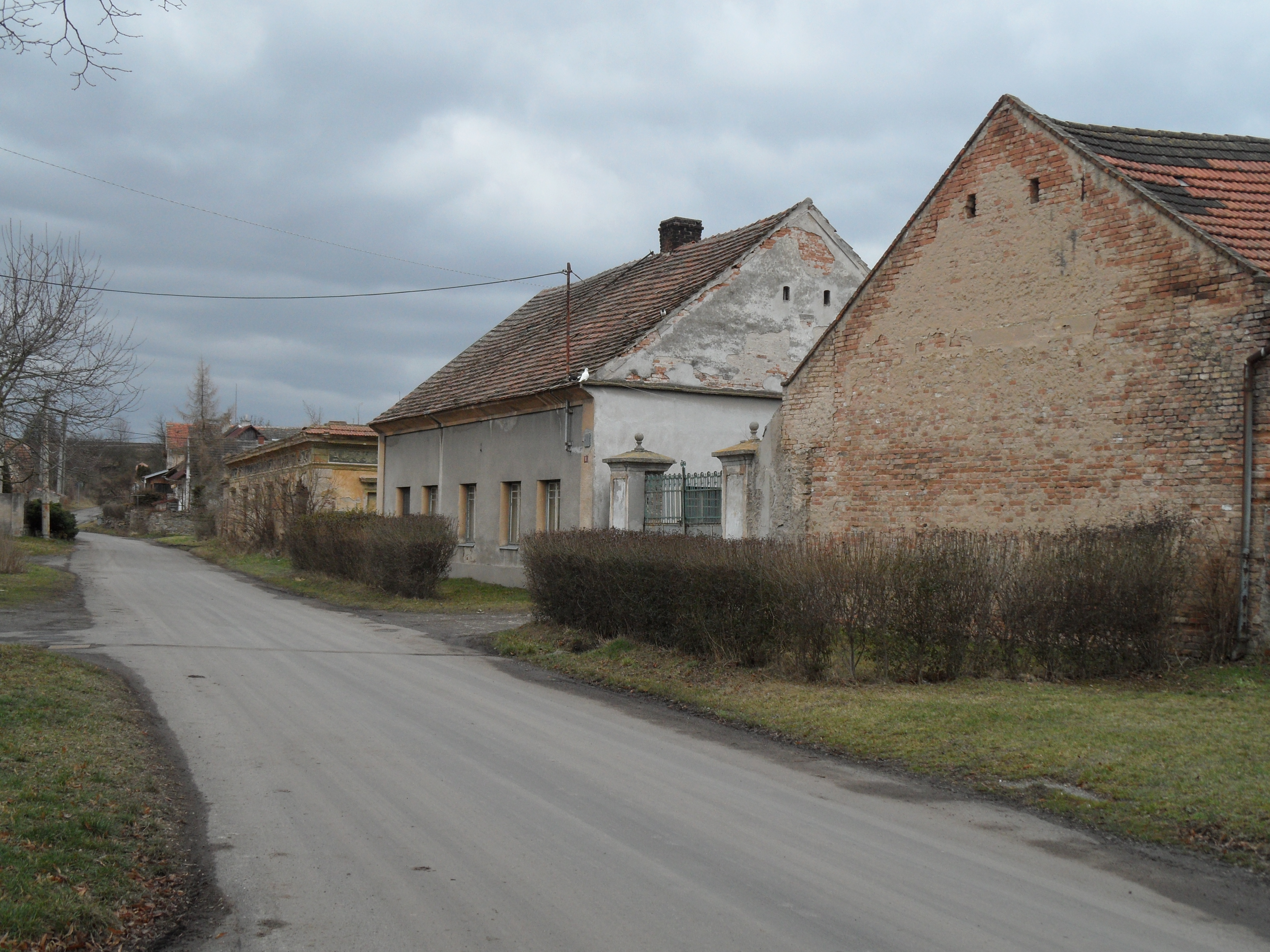
Domy podél silnice na Hradenín